# 栃木県道241号上日向山越線
栃木県道241号上日向山越線（とちぎけんどう241ごう かみひなたやまこしせん）は、栃木県鹿沼市内を通過する一般県道である。

## 概要

### 路線データ
- 総延長：4.640km[1]
- 実延長：4.640km[1]
- 起点：栃木県鹿沼市上日向（上日向交差点＝栃木県道14号鹿沼日光線、栃木県道240号石裂上日向線交点）
- 終点：栃木県鹿沼市塩山町字山越（山越交差点＝栃木県道15号鹿沼足尾線交点）
- 認定：1961年（昭和36年）4月1日

## 歴史

### 年表
- 1961年（昭和36年）4月1日 - 一般県道として認定。

## 路線状況

### 交通量
24時間自動車類交通量（台/日）
- 鹿沼市酒野谷919番地：4,052

## 地理

### 通過する自治体
- 栃木県
  - 鹿沼市

### 交差する道路
| 交差する道路                                            | 交差する道路              | 交差点名 | 交差点名 |
| ------------------------------------------------------- | ------------------------- | -------- | -------- |
| 栃木県道14号鹿沼日光線（古峰原街道） 小来川・古峰原方面 |                           |          |          |
| 栃木県道14号鹿沼日光線 （古峰原街道）                   | 栃木県道240号石裂上日向線 | 鹿沼市   | 上日向   |
|                                                         | 栃木県道337号下日向粟野線 | 鹿沼市   | 下日向   |
| 栃木県道15号鹿沼足尾線                                  | 栃木県道15号鹿沼足尾線    | 鹿沼市   | 山越     |